# FK Velež Mostar
FK Velež Mostar je nogometni klub koji je osnovan 26. lipnja 1922. kao Radničko športsko društvo Velež.

## Ime
Ime je dobio po planini Velež podno koje se smjestio grad Mostar.

## Klupske boje
Boje kluba su crvene, a na grbu je od osnivanja petokraka, s izuzetkom razdoblja od 1992. do 2005. godine.

## Povijest
Klub je osnovan na inicijativu revolucionara Gojka Vukovića, 26. lipnja 1922. godine u Mostaru. U početcima igrao utakmice s lokalnim klubovima. (Zrinjski Mostar, JŠK, kasnije i s Vardarom).
Klupska boja 1932. bila je crvena, a klupska adresa Glavna ulica 11.
S uspjehom je igrao u Prvoj saveznoj ligi SFRJ. Prvi put FK Velež se u Prvu saveznu ligu SFRJ plasirao u sezoni 1952./53. gdje je ostao samo jednu sezonu. Drugi put Velež je to uspio u sezoni 1955./56. te do 1991./92. nije ispadao u niži razred natjecanja, iako nikad nije osvojio naslov prvaka. Dva je puta bio drugi, te četiri puta bio finalist Kupa maršala Tita, od čega je dva puta bio osvajač u sezonama 1980./81., 1985./86.
Velež je tijekom svoje povijesti promijenio tri domaća stadiona: "Staro igralište" na mostarskoj Aveniji, taj stadion je službeno do 1945. godine bio u vlasništvu Zrinjskog, a Velež je na njemu utakmice do 1945. igrao uz dopuštenje Zrinjskog. Zatim Stadion pod Bijelim Brijegom, a od 1992. Velež igra na stadionu Rođeni u mostarskom predgrađu Vrapčići.
Obnovom rada hrvatskih klubova, kojima je rad bio zabranjen za vrijeme Jugoslavije, „Velež” je izgubio veliku igračku osnovicu, što se odrazilo i na njegove rezultate u nogometnom prvenstvu BiH, te od tad ne predstavlja onako snažan klub, kao što je nekada bio.

## Klupski uspjesi

### Domaći
- Prvenstvo Jugoslavije:
  - Drugo mjesto (3): 1972./73., 1973./74., 1986./87.
  - Treće mjesto (4): 1965./66., 1969./70., 1985./86., 1987./88.

- 2. savezna liga SFRJ:
  - Prvak (2): 1952., 1954./55.

- Prva nogometna liga FBiH:
  - Prvak (2): 2005./06., 2018./19.
  - Drugo mjesto (2): 2003./04., 2004./05.

### Kupovi
- Kup maršala Tita:
  - Osvajač (2): 1980./81., 1985./86.
  - Finalist (2): 1957./58., 1988./89.

- Kup Bosne i Hercegovine:
  - Osvajač (1): 2021./22.
  - Finalist (1): 2022./23.

### Međunarodni
- Mitropa kup:
  - Finalist (1): 1975./76.

- Balkanski kup:
  - Osvajač (1): 1980./81.

- Kup UEFA:
  - Četvrtfinale (1): 1974./75.

## Najbolji igrači
- Dušan Bajević
- Sergej Barbarez
- Ivan Ćurković
- Blaž Slišković
- Vladimir Gudelj
- Vahid Halilhodžić
- Anel Karabeg
- Goran Jurić
- Predrag Jurić
- Sead Kajtaz
- Meho Kodro
- Enver Marić
- Boro Primorac
- Vladimir Skočajić
- Jadranko Topić
- Semir Tuce
- Franjo Vladić
- Muhamed Mujić
- Salem Halilhodžić
- Slavko Neguš
- Aleksandar Ristić
- Džemal Hadžiabdić
- Mili Hadžiabdić
- Vlado – Pinda Zelenika
- Franjo Džidić
- Žarko Barbarić
- Marijan Kvesić

## Navijači
Red Army Mostar je ime navijačke skupine bosanskohercegovačkog nogometnog kluba FK Velež Mostar.

## Vanjske poveznice
- Službena stranica FK Velež Mostar
- FK Velež Mostar na UEFA.com
- FK Velež Mostar na NFSBiH.ba
- FK Velež Mostar na Transfermarktu

1. ↑  Izveštaj o radu Jugoslovenskog nogometnog saveza u 1932 godini za XV redovnu godišnju skupštinu od 18-XII-1932 god., Beograd : Jugoslovenski nogometni savez, 1932., str. XXXVI.